# Doutores da Alegria (filme)
Doutores da Alegria é um filme brasileiro do gênero documentário escrito, roteirizado e dirigido por Mara Mourão lançado em 23 de setembro de 2005. O longa retrata o dia a dia dos hospitais que recebem visitas do grupo Doutores da Alegria, formado por atores que se vestem de palhaços para alegrar as crianças internadas, atuando há treze anos em hospitais de algumas capitais brasileiras.
O filme Doutores da Alegria foi considerado pela UNESCO como "um filme que promove uma Cultura de Paz". Foram 33 dias de filmagens nos hospitais e outros 16 para as entrevistas. No total, o filme levou 7 semanas para ser rodado, tendo gerado 130 horas de material gravado. Para captar as imagens a diretora do filme, Mara Mourão, cobriu as câmeras com bichos de pelúcia e os cinegrafistas se vestiram como palhaços. As crianças viam a equipe como parte integrante do grupo de artistas e nem lembravam que estavam sendo filmadas. Mara registrou as palhaçadas nos quartos e corredores do hospital e gravou diversos depoimentos dos palhaços do grupo.
Toda a renda arrecadada pela exibição de "Doutores da Alegria" foi revertida para a entidade, que pretendia criar um grupo de formação, uma verdadeira escola de palhaços com o objetivo de humanizar as relações entre médico e paciente.

## Sinopse
O filme “Doutores da Alegria” resgata a importância do poderoso arquétipo milenar que vem permeando a história da humanidade desde as suas primeiras organizações como sociedade, personificado nas figuras do pajé, do bobo da corte (capaz de dizer as mais duras verdades ao rei sem ser degolado) e do próprio palhaço. Subversivos, esses artistas alteram a ordem padrão das relações sociais, fazendo rir e pensar. Promovendo uma provocação, Wellington Nogueira, fundador da organização, questiona o papel desse arquétipo na sociedade atual, mostrando que seu palco não se restringe ao circo e é cada vez mais necessário, em todos os lugares.
Com sensibilidade e bom humor, o filme transporta o público para o dia-a-dia dos hospitais e capta a transformação nesse ambiente provocada a partir do encontro do palhaço com a criança. Acompanha, ainda, incursões dessa personagem em locais tão díspares como Bolsas de Valores, o Mercado Municipal e fábricas. Destacando a função social da arte, resgata a importância da menor máscara do mundo (o nariz vermelho); e apresenta o raciocínio inusitado desses artistas, capazes de revelar novos aspectos da realidade com sua coragem e irreverência. Graças a essa capacidade de olhar as situações por um outro prisma, conferem nova dimensão a questões inerentes à vida.

## Lançamento
O filme foi lançado oficialmente no Brasil no dia 23 de setembro na mostra Première Brasil, no Festival do Rio. No entanto, anteriormente o longa já havia sido exibido em circuito fechado no Festival de Cinema Brasileiro de Nova Iorque, em julho de 2005, onde foi considerado o melhor filme do festival e no Festival de Cinema de Gramado, em 18 de agosto de 2005, onde recebeu o Kikito de Melhor Documentário, além de receber Melhor Longa Documentário do Prêmio Especial do Júri e o Melhor Filme no Júri Popular.

## Trilha sonora
A trilha sonora, feita especialmente para o longa-documentário, tem a assinatura do músico e compositor brasileiro Arrigo Barnabé, que responde pela direção musical do documentário. A trilha sonora de Doutores da Alegria foi premiada no Festival de Cinema da FIESP em 2006. Barnabé afirma ter se inspirado na obra do célebre compositor italiano Nino Rota e nos estilos musicais que escutava quando criança para compor a trilha sonora.

## Recepção da crítica
Érico Fuks, do portal Omelete, classificou o filme como ótimo e anotou que o longa traz "uma compilação de depoimentos que fomentam o interesse pelo tema". Diz ainda que o documentário "tinha tudo pra chegar à pieguice, mas não chega. Poderia ficar no hermetismo teórico, mas não fica. Atingiu o ponto de equilíbrio certo que não deixa os relatos nem tão acadêmicos, nem tão pueris" e ainda elogiou a diretora, Mara Mourão, que "acertou a veia encontrando muita verdade nesse universo que parece de mentir"
Angélica Bito, do CineClick, do portal UOL, fez uma crítica positiva afirmando que a diretora "mostra como o mundo é visto pelos olhos dos palhaços" e que "ao mesmo tempo em que levam o público ao sorriso e às lágrimas, os palhaços de Doutores da Alegria fazem com que se pense sobre sua função social, papel que não costuma ser discutido"
Ana Paula Nascimento, do jornal Folha de Londrina ressalta também o valor da trilha sonora de Arrigo Barnabé ao dizer que "a música é mágica e contribui para imergir ainda mais o espectador nesse universo tão delicado.

## Prêmios e indicações
| Ano  | Premiação                                  | Categoria                                                       | Recipiente(s)                                                         | Resultado |
| ---- | ------------------------------------------ | --------------------------------------------------------------- | --------------------------------------------------------------------- | --------- |
| 2005 | Festival de Cinema Brasileiro de Nova York | Melhor Filme                                                    | Doutores da Alegria                                                   | Venceu    |
| 2005 | Prêmio Qualidade Brasil                    | Melhor Filme                                                    | Doutores da Alegria                                                   | Indicado  |
| 2005 | Festival de Gramado                        | Melhor Longa-Metragem de Documentário (Prêmio Especial do Júri) | Doutores da Alegria                                                   | Venceu    |
| 2005 | Festival de Gramado                        | Melhor Longa-Metragem Brasileiro (Prêmio Especial do Júri)      | Doutores da Alegria                                                   | Venceu    |
| 2005 | Festival de Gramado                        | Melhor longa-metragem de documentário (Prêmio do Júri Popular)  | Doutores da Alegria                                                   | Venceu    |
| 2006 | Prêmio Guarani                             | Melhor Documentário                                             | Doutores da Alegria                                                   | Venceu    |
| 2006 | Prêmio Contigo! de Cinema Nacional         | Melhor Documentário                                             | Doutores da Alegria                                                   | Indicado  |
| 2006 | Prêmio Contigo! de Cinema Nacional         | Melhor Diretor - Documentário                                   | Mara Mourão                                                           | Indicada  |
| 2006 | Monterrey International Film Festival      | Menção Honrosa                                                  | Doutores da Alegria                                                   | Venceu    |
| 2006 | Prêmio FIESP/SESI-SP do Cinema Paulista    | Melhor Filme                                                    | Doutores da Alegria                                                   | Venceu    |
| 2006 | Prêmio FIESP/SESI-SP do Cinema Paulista    | Melhor Ator                                                     | Wellington Nogueira                                                   | Venceu    |
| 2006 | Prêmio FIESP/SESI-SP do Cinema Paulista    | Melhor Trilha Sonora                                            | Arrigo Barnabé                                                        | Venceu    |
| 2007 | Grande Prêmio do Cinema Brasileiro         | Melhor Atriz Coadjuvante                                        | Intepretação Feminina Coletiva das integrantes do Doutores da Alegria | Indicada  |
| 2007 | Grande Prêmio do Cinema Brasileiro         | Melhor Longa-Metragem Documentário                              | Doutores da Alegria                                                   | Indicado  |
| 2007 | Grande Prêmio do Cinema Brasileiro         | Melhor Trilha Sonora                                            | Arrigo Barnabé                                                        | Indicado  |